# Augustin Garot
Pour les articles homonymes, voir Garot.
Augustin Garot qui se fit également dénommer Valerius-Publicola Garot (« ami du peuple »), est un enseignant et révolutionnaire français, né en 1771, accusateur public du Tribunal révolutionnaire de la Mayenne.

## Biographie
Fils d'avocat, il étudie au collège de La Flèche en 1789. Pendant la Révolution française, Dominique Rabard, principal du collège de Laval en janvier 1792 fait appel à Augustin Garot pour être instituteur dans les petites classes. Lorsque Rabard part diriger le collège de Château-Gontier en avril 1793, il est suivi par Garot.
Mobilisé avec le bataillon populaire de Château-Gontier, il part en Vendée en 1793 où il est fait prisonnier et conduit à Chemillé. Il est sauvé de la mort par un rebelle, La Sorinière et repasse la Loire en sa compagnie et est arrêté par la gendarmerie. Il est traduit devant le comité révolutionnaire d'Angers. Il prouve son statut de républicain.
Par la suite, il abandonne son métier pour se mêler à l'activité politique de défense républicaine en Mayenne. La Terreur s'installe.

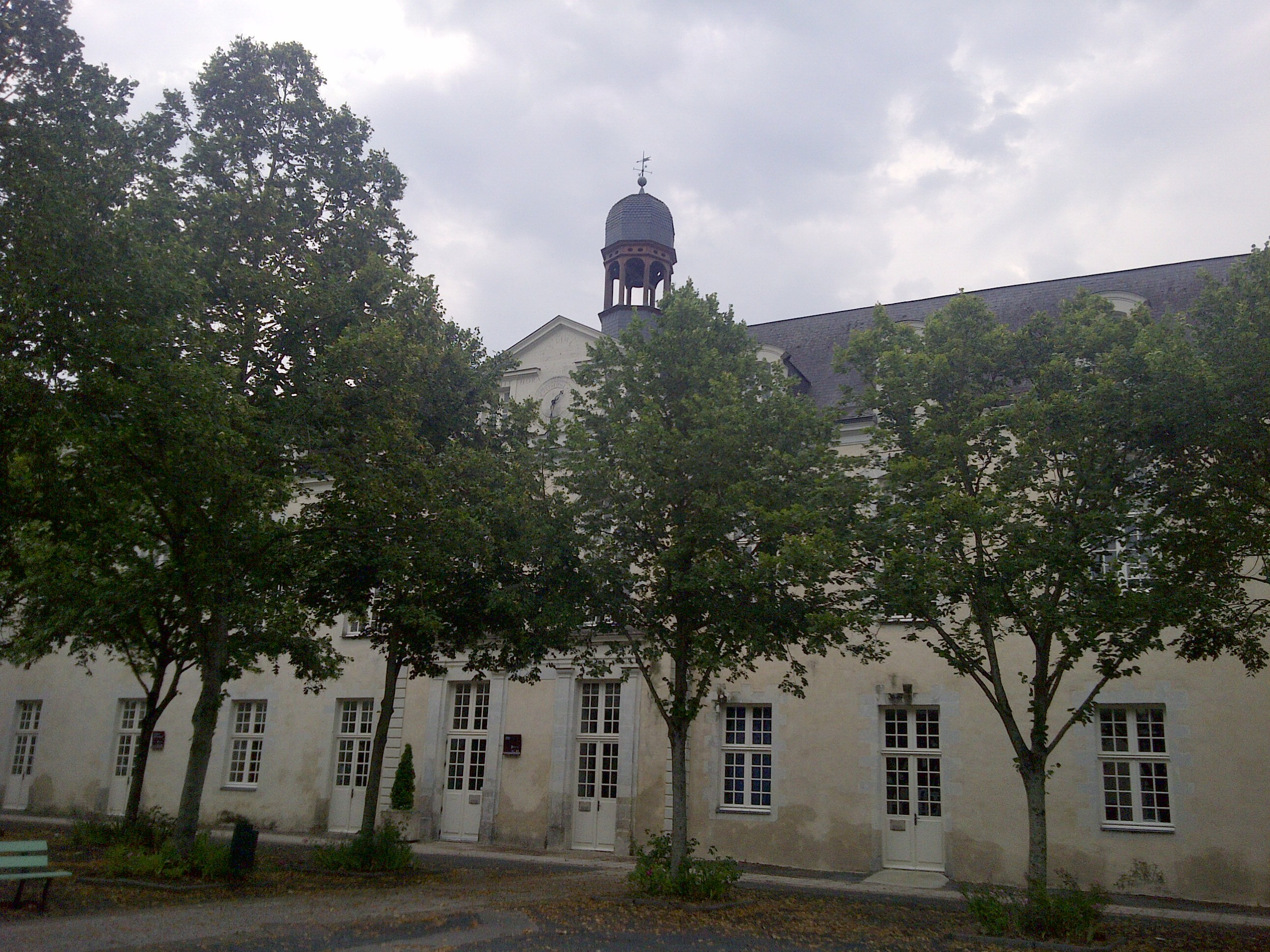
Collège de Château-Gontier (Lycée Victor-Hugo).

« Valerius-Publicola » Garot remplace Jean-Baptiste Volcler le 12 germinal an II comme accusateur public du Commission militaire révolutionnaire du département de la Mayenne. Il continue à pourvoir largement l'échafaud maintenu en permanence sur la place de la Révolution. Néanmoins, avant de requérir, il cherche à s'informer, à bien peser les charges.
La correspondance de l'accusateur public des commissions révolutionnaires de Laval avec le Comité de Château-Gontier illustre cette période.
Le 9 thermidor an II, jour de la chute de Robespierre, la Commission s'installe à Château-Gontier et, en quelques jours, envoie 18 personnes à la guillotine, sans compter les trois cents brigands que le comité local reconnaissait avoir expédiés en deux mois aux commissions de Laval et d'Angers. La Commission Huchedé et de l'accusateur Publicola Garot opère du 9 au 24 thermidor. L'influence du 9 thermidor se fait sentir : le 24, l'accusateur public Garrot cessait de signer Publicola, et le tribunal acquitte tous les accusés au nombre de dix, en déclarant que l'affaire, qui remontait aux soulèvements, suite de la levée des 300 000 hommes, avait vieilli avant d'avoir été dénoncée, indice a de haine et d'animosité,etc. 
Garot est arrêté le 19 frimaire an III (9 décembre 1794) (6 août 1795). Inculpé, jugé par François Midy, il vit en prison protestant de son innocence. À l'instar de Bescher qui fait imprimer une brochure Premier dialogue entre un patriote détenu et un ami de la vérité dans laquelle il conteste les faits relevés contre lui, Garot suit son exemple.
Il publie une Première lettre d'Augustin Garot à ses concitoyens, datée de la maison de justice à Laval le 25 pluviôse an III (13 février 1795), pour repousser les accusations portées contre lui et contenant les certificats à lui délivrés par la même municipalité.
Tous les deux se plaignent des lenteurs de la procédure et Garot adresse même au conventionnel Mathieu Baudran une pétition pour dénoncer les négligences du citoyen Midy. Dans un post-scriptum, il le plaisante même et se moque de lui. Pourquoi tant attendre à me rendre à la société. Mais l'accusateur public manque de bois aujourd'hui. Demain, il tombera de l'eau ou de la neige. Il n'aura pas de parapluie. Je crains que les jours suivants, il n'ait la goutte. » Mathieu Baudran transmet cette plainte à Midy le pressant d'activer l'affaire.
Détenus à Alençon, il adresse en compagnie des autres emprisonnés une pétition pour demander la suspension des poursuites dirigées contre eux. Une loi (n° 6.703) du 17 thermidor (4 août) fit droit à leur demande : « La Convention nationale, sur la pétition des citoyens Mélouin, Le Roux fils, R. F. Bescher, Faur, Augustin Garot, Juliot-Lerardière et Quantin, ex-fonctionnaires publics du département de la Mayenne, décrète la suspension de toute procédure qui pourrait être dirigée contre eux et renvoie ladite pétition à son Comité de législation pour lui en faire son rapport dans trois jours. » Les détenus restèrent provisoirement en prison, jusqu'au moment où l'amnistie du 4 brumaire an IV (26 octobre 1795), vint les rendre à la liberté et annuler toutes les procédures dirigées contre eux.

## Sources partielles
- Théodore Perrin, Les Martyrs du Maine, 1830.
- Isidore Boullier, Mémoires ecclésiastiques concernant la ville de Laval et ses environs, 2e édition, 1848, in-8.
- Étienne-Louis Couanier de Launay, Histoire de Laval (818-1855), Imp. Godbert, 1856, 608 p. [détail des éditions] (lire en ligne)
- La justice révolutionnaire Août 1792 - Prairial an III d'après des ..., Volume 1, 1870, p. 186.
- Émile Queruau-Lamerie[10], Bulletin de la Commission historique de la Mayenne, 1907.
- Christine Peyrard, Les Jacobins de l'Ouest